# 金成貴史
金成 貴史（かなり たかし、1969年10月5日 - ）は、日本中央競馬会（JRA）・美浦トレーニングセンターの調教師。東京都出身。

## 来歴
1997年4月にJRA競馬学校厩務員課程に入学し、10月から鈴木清厩舎で厩務員を務める。12月から矢野進厩舎の調教助手を務め、2008年2月末で定年引退により厩舎が解散したため粕谷昌央厩舎に移籍した。2012年にJRA調教師免許試験に合格し、3月に美浦トレセンで厩舎を開業した。
2015年8月29日に行われた新潟ジャンプステークスでティリアンパープルが勝利し重賞初勝利。2017年8月20日に行われた札幌記念でサクラアンプルールが勝利し平地重賞初勝利。ティリアンパープル騎乗の金子光希、サクラアンプルール騎乗の蛯名正義は共に金成が所属した矢野進厩舎の出身騎手でもあった。
2018年9月16日の中山7Rで勝利しJRA通算100勝を達成した。

## 調教師成績

### 概要
|            | 日付          | 競馬場・開催  | 競走名                 | 馬名               | 頭数 | 人気 | 着順 |
| ---------- | ------------- | ------------- | ---------------------- | ------------------ | ---- | ---- | ---- |
| 初出走     | 2012年3月10日 | 2回中山5日2R  | 3歳未勝利              | コスモテイクハート | 16頭 | 14   | 15着 |
| 初勝利     | 2012年6月16日 | 2回福島1日5R  | 2歳新馬                | エフティチャーミー | 13頭 | 2    | 1着  |
| 重賞初出走 | 2012年8月26日 | 3回新潟6日11R | 新潟2歳ステークス      | エフティチャーミー | 18頭 | 4    | 13着 |
| 重賞初勝利 | 2015年8月29日 | 2回新潟9日8R  | 新潟ジャンプステークス | ティリアンパープル | 14頭 | 8    | 1着  |
| GI初出走   | 2015年4月18日 | 3回中山7日11R | 中山グランドジャンプ   | ティリアンパープル | 15頭 | 11   | 6着  |

## 主な管理馬
- ティリアンパープル（2015年新潟ジャンプステークス）
- サクラアンプルール（2017年札幌記念）

## 主な厩舎所属者
- 伊藤工真（2020年- 騎手）